# Рошмор (кантон)
Рошмо́р (фр. Rochemaure) — кантон во Франции, находится в регионе Рона — Альпы, департамент Ардеш. Входит в состав округа Прива.
Код INSEE кантона — 0814. Всего в кантон Рошмор входит 7 коммун, из них главной коммуной является Рошмор.

## Коммуны кантона

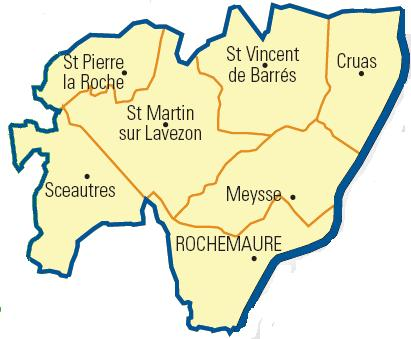
Карта кантона

| Коммуна               | Население, чел. (2006) | Почтовый индекс | Код INSEE |
| --------------------- | ---------------------- | --------------- | --------- |
| Крюа                  | 2 400                  | 07350           | 07076     |
| Мейс                  | 1 098                  | 07400           | 07157     |
| Рошмор                | 1 870                  | 07400           | 07191     |
| Сен-Венсан-де-Барре   | 605                    | 07210           | 07302     |
| Сен-Мартен-сюр-Лавзон | 395                    | 07400           | 07270     |
| Сен-Пьер-ла-Рош       | 46                     | 07400           | 07283     |
| Сотр                  | 104                    | 07400           | 07311     |

## Население
Население кантона на 2006 год составляло 7 243 человека.
| 1962  | 1968  | 1975  | 1982  | 1990  | 1999  | 2006  | 2007 | 2008 |
| ----- | ----- | ----- | ----- | ----- | ----- | ----- | ---- | ---- |
| 4 045 | 4 466 | 4 011 | 5 665 | 5 948 | 6 518 | 7 243 | —    | —    |